# Meore Bagazhiasta
Meore Bagazhiasta (en georgiano: მეორე ბაგაჟიაშთა) o Bagazhuiashta (en abjasio: Баӷажәиашҭа) es una aldea que pertenece a la parcialmente reconocida República de Abjasia, parte del distrito de Gulripshi, aunque de iure pertenece al municipio de Gulripshi de la República Autónoma de Abjasia de Georgia.

## Geografía
Pirveli Bagazhiasta se encuentra en las estribaciones montañosas de Abjasia. La aldea se encuentra a 5 km de Gulripshi y se administra desde el pueblo de Pshapi. 

## Demografía
La evolución demográfica de Meore Bagazhiasta entre 1959 y 1989 fue la siguiente:
| 1117                                                | 1564 |
| (Fuente: Population of Abkhazia since Soviet times) |      |

Antes de la guerra de Abjasia, la mayoría de la población local eran georgianos y armenios.